# Бараево (община)
Община Бараево (на сръбски: Општина Барајево) е крайградска община в южната част на Белградски окръг. Заема площ от 213 км². Средищен център е село Бараево.

## География
На север общината граничи с Чукарица и Вождовац, на изток със Сопот, на юг с Лазаревац и на запад с Обреновац.

## История
Община Бараево е формирана през 1956 г.

## Население
Според преброяването от 2002 година, жители на общината са 24 641 души. Гъстотата е 115,7 ж/км².
Етнически състав през 2002 година:
- сърби – 94,5%,
- цигани – 0,8%,
- черногорци – 0,7%,
- други – 4,0%

Според приблизителна оценка от 2020 година, жителите на общината са 26 644 души, а гъстотата е 125,1 ж/км².

## Селища
В общината има 13 населени места.
- Арнаево
- Бараево
- Бачевац
- Белина
- Бождаревац
- Велики Борак
- Вранич
- Гунцати
- Лисович
- Манич
- Меляк
- Рожанци
- Шиляковац